# Rohde & Schwarz
Die Rohde & Schwarz GmbH & Co. KG ist die Konzernobergesellschaft der Rohde & Schwarz-Gruppe, einem deutschen Elektronikkonzern mit Sitz in München. Die Unternehmenszentrale befindet sich im Werksviertel im Stadtbezirk Berg am Laim. Die Firmengruppe entwickelt, fertigt und vertreibt elektronische Investitionsgüter für Industrie, Infrastrukturbetreiber und staatliche Institutionen.
In der Messtechnik sind das Messgeräte und -systeme für Mobilfunk- und Wireless-Anwendungen, Luft- und Raumfahrt & Rüstungsindustrie, Automobilindustrie, Forschung und industrielle Elektronik. Die Broadcast- und Medientechnik umfasst Betriebs-, Mess- und Studiotechnik für Netzbetreiber, Sendeanstalten, Studios, Filmindustrie und Hersteller von Unterhaltungselektronik. Der Bereich der Cybersicherheit befasst sich mit Sicherheitsprodukten für den Schutz von Kommunikation, IT und kritischen Infrastrukturen. Im Bereich sichere Kommunikation sind Kommunikationssysteme für Flugsicherung und Streitkräfte sowie die zugehörige Verschlüsselungstechnik zusammengefasst. Und im Bereich Monitoring und Netzwerktest geht es um Spektrummonitoring- und Netzqualitätsanalysetechnik für Regulierungsbehörden und Netzbetreiber sowie Fernmelde- und elektronische Aufklärungssysteme für Streitkräfte und Sicherheitsbehörden.
In Deutschland sind rund 9.000 Personen für das Unternehmen beschäftigt. Weltweit ist das Unternehmen in über 70 Ländern vertreten.

## Geschichte

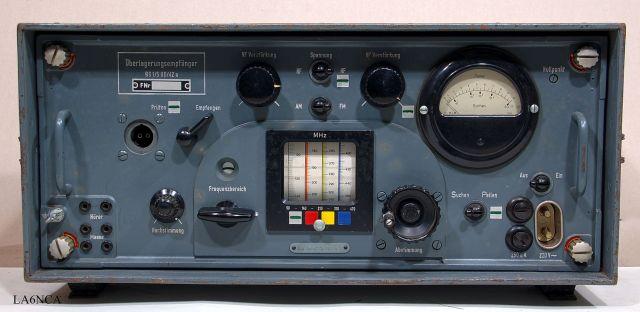
Fu MB 4 Samos, der erste Großauftrag für das Unternehmen 1942; ein UKW-Empfänger mit Peilfunktion für die deutsche Wehrmacht

Das Unternehmen wurde von Lothar Rohde und Hermann Schwarz gegründet, die einander während ihres Studiums der Physik in Jena kennengelernt hatten. 1932 bauten sie ihr erstes Messgerät und im August 1933 nahm die Firma Physikalisch-Technisches Entwicklungslabor Dr. L. Rohde & Dr. H. Schwarz (kurz PTE) die Geschäfte auf.
Die Ingenieure Lothar Rohde und Hermann Schwarz entwickelten 1932 das erste Messgerät für die Hermsdorf-Schomburg-Isolatoren-Gesellschaft (Hescho). Das Unternehmen wurde im Sommer 1933 in einer Wohnung in der Münchner Thierschstraße 36 (Stadtteil Lehel) gegründet, um darin ein elektrotechnisches Labor einzurichten. Am 17. November folgte die Registrierung des „Physikalisch-technischen Entwicklungslabors Dr. L. Rohde und Dr. H. Schwarz“ (PTE) beim Registergericht München. Den ersten Exportauftrag erhielt das Unternehmen 1934 von einer englischen Isolierstoff-Fabrik, die ein Verlustfaktormessgerät (50 bis 200 MHz) bestellte, um die dielektrischen Verluste an keramischen Scheiben bis 100 MHz zu messen. 1937 zog das Unternehmen in eine ehemalige Brotfabrik am Tassiloplatz nahe dem Münchner Ostbahnhof um. Rohde & Schwarz hatte zu dem Zeitpunkt 35 Mitarbeiter und eine Produktpalette von 24 verschiedenen Geräten. Die erste transportable Quarzuhr mit einem Gewicht von 36 kg wurde 1938 entwickelt.
1941 wurde im Allgäu ein eigenständiger Produktionsstandort aufgebaut und die Messgerätebau GmbH (heute Rohde & Schwarz Messgerätebau) gegründet. Ab 1943 wurde am neuen Standort produziert, zuerst für kurze Zeit in Kempten und ab 1944 in Memmingen. Wegen des ersten Großauftrags von der Wehrmacht für Funkmessbeobachtungs-Empfänger wurde 1942 während der Wirtschaft im Nationalsozialismus auf industrielle Produktion umgestiegen. Rohde & Schwarz erhielt nach dem Krieg den Großauftrag der US Army, im Zentrallager des von 1945 bis 1958 durch die United States Air Force genutzten Fliegerhorsts Erding   Wartung und Service für alle dort eingehenden Geräte zu übernehmen.
Das Physikalisch-Technisches Entwicklungslabor Dr. L. Rohde & Dr. H. Schwarz (PTE) wurde 1945 in Rohde & Schwarz umbenannt. Am 18. Januar 1949 erhielt Rohde & Schwarz von Radio München, dem Vorgänger des Bayerischen Rundfunks, den Auftrag einen frequenzmodulierten UKW-Versuchssender zu bauen und diesen probeweise laufen zu lassen. Das Unternehmen entwickelte 1945 den Z-g-Diagraph, den ersten komplexen Netzwerkanalysator für die vektorielle Netzwerkanalyse. Ab 1955 kamen die VHF-Großempfänger des ESG-Typs auf den Markt. Sie wurden als Betriebs- und Überwachungsempfänger für den Frequenzbereich von 30 bis 330 MHz (15-fach unterteilt) und auch als Mikrovoltmeter für Labormessungen verwendet. Die Serie wurde bis Anfang der 1970er Jahre angeboten. Das NAP1, das erste automatische Peilgerät, wurde 1955 entwickelt, es wird in der Flugsicherung ergänzend zur Radarortung eingesetzt. 1956 entstand der heutige Sitz an der Mühldorfstraße. 1959 wurde das NP4 vorgestellt, der erste Peiler, der nach dem Dopplereffekt arbeitet. Das erste Fluglärmüberwachungssystem in der Bundesrepublik wurde für den Flughafen Frankfurt produziert. Das erste automatische Testsystem für integrierte Schaltkreise (IC) kam 1967 in Europa auf dem Markt. Das Werk in Teisnach wurde 1969 gegründet. 1970 wurde die Vertriebsstrategie auf den Export ausgerichtet und Geräte nach eigenen Vorgaben entwickelt und den Kunden angeboten. Der Erste Funkmessplatz mit Mikroprozessorsteuerung (SMPU) wurde 1974 auf dem Markt gebracht. Der Kommunikationsprozessor ALIS GP 853 regelt 1982 HF-Verbindungen automatisch.
Nach der Wende wurden Kryptologen, die vormals in der Abteilung XI „Zentrales Chiffrierorgan“ (ZCO) der Staatssicherheit der ehemaligen DDR tätig waren, in der Tochter Rohde & Schwarz SIT GmbH (R&S SIT) mit Sitz Berlin-Adlershof übernommen. 1994 nahm Rohde & Schwarz in Mexiko das größte zivile HF-Kommunikationsnetz in Betrieb. 1988 wurde in Memmingen eine computergesteuerte Fertigung eingeführt und auf Just-in-time-Produktion ausgerichtet, zudem wurde ein automatisches Materialflusssystem eingeführt. 1995 wurden ein für das Digital Audio Broadcasting modifizierter Feldstärke-Messempfänger und ein DAB-Sender als Mitglied des DAB-Projekts EUREKA 147 entwickelt. Drei Jahre später startete das erste landesweite DVB-T-Projekt. Die britische Castle Transmission International (CTI) bestellte DVB-T-Sendeanlagen mit einer Ausgangsleistung zwischen 500 W und 5 kW. Die Bundeswehr nutzte 1998 für das erste TETRA-Projekt in Deutschland für Sprach- und Datenkommunikation das Kommunikationssystem ACCESSNET-T mit 42 TETRA-HF-Trägern an sieben Standorten sowie Endgeräte für 2500 Teilnehmer. In der M3xR-Familie werden 1999 erste softwarebasierte Funkgeräte ins Sortiment aufgenommen.
2001 kam der Produktionsstandort Vimperk in Tschechien hinzu. Dafür wurde das 42.000 Quadratmeter große Werk der Tesla Prag a.s. in Vimperk gekauft. Bereits seit 1991 produzierte Tesla Prag für Rohde & Schwarz und die 200 Beschäftigten wurden allesamt übernommen. Mit dem TopSec GSM stellte die R&S SIT 2001 ein abhörsicheres Handy vor. Mit dem ELCRODAT 6-2 entwickelte 2002 R&S SIT ein Kryptosystem, das vom Bundesamt für Sicherheit in der Informationstechnik bis zur Geheimhaltungsstufe „Streng geheim“ zugelassen wurde. Die HAMEG GmbH, ein deutsches Unternehmen zur Entwicklung und Herstellung von Laborinstrumenten, wurde 2005 von Rohde & Schwarz übernommen. Die flüssigkeitsgekühlten Hochleistungssender R&S Nx8600 sind 2007 die energiesparsamsten Sender. Als erster Spektrumanalysator arbeitet der R&S FSU67 durchgehend bis 67 GHz. Rohde & Schwarz übernahm 2007 das Unternehmen Arpège SAS mit Sitz in Aubagne nahe Marseille. Der Wideband Monitoring Receiver R&S ESMD beherrscht 2008 alle Funkerfassungsfunktionen in einem Gerät: Empfangen, peilen, messen und demodulieren. Der R&S PR100 ist der erste tragbare Empfänger für schwache oder kurzzeitig gesendete Signale im Frequenzbereich von 9 kHz bis 7,5 GHz, er kam 2008 auf den Markt. Im Dezember 2010 übernahm Rohde & Schwarz die DVS GmbH, Hannover. Rohde & Schwarz beteiligte sich 2010 mehrheitlich an der rumänischen Firma Topex, einem Hersteller von Telekommunikations-Equipment für Behörden und Unternehmen. Zum 11. Mai 2011 übernahm Rohde & Schwarz die ipoque GmbH, Leipzig. Rohde & Schwarz integrierte 2012 mit SwissQual einen Anbieter von Systemen für die Prüfung und Beurteilung der Quality of Service (QoS). Die Übernahme des Leipziger Next-Generation-Firewall-Herstellers Adyton Systems AG wurde 2014 erfolgreich abgeschlossen. Gateprotect AG Germany wurde 2014 Teil des Rohde & Schwarz-Konzerns. Rohde & Schwarz übernahm 2015 mit der Sirrix AG Spezialisten für Enterprise Security. 2016 wurden die Kompetenzen für Cyber-Sicherheit in der Rohde & Schwarz Cybersecurity GmbH gebündelt. Im Mai 2017 hat das Unternehmen die Technologie der Motama GmbH übernommen.
2016 erwarb Rohde & Schwarz eine Mehrheitsbeteiligung am deutschen Netzwerktechnikhersteller Lancom Systems, 2018 wurden die verbleibenden Anteile des Unternehmens übernommen. Lancom Systems agiert als eigenständige Tochter und bildet gemeinsam mit der Rohde & Schwarz Cybersecurity GmbH den neu gegründeten Geschäftsbereich Networks & Cybersecurity.
2018 ging die umstrittene Digi Task GmbH in ipoque, einer Tochtergesellschaft von Rohde & Schwarz, auf. Das Unternehmen ist etwa als Zulieferer des Gemeinsamen Kompetenz- und Dienstleistungszentrums der Polizeien ostdeutscher Länder (GKDZ) bekannt.
2022 übernahm Rohde & Schwarz die Schönhofer Sales and Engineering GmbH, einen IT-Anbieter für behördliche Kunden.

## Werke und Tochterunternehmen

### Produktion

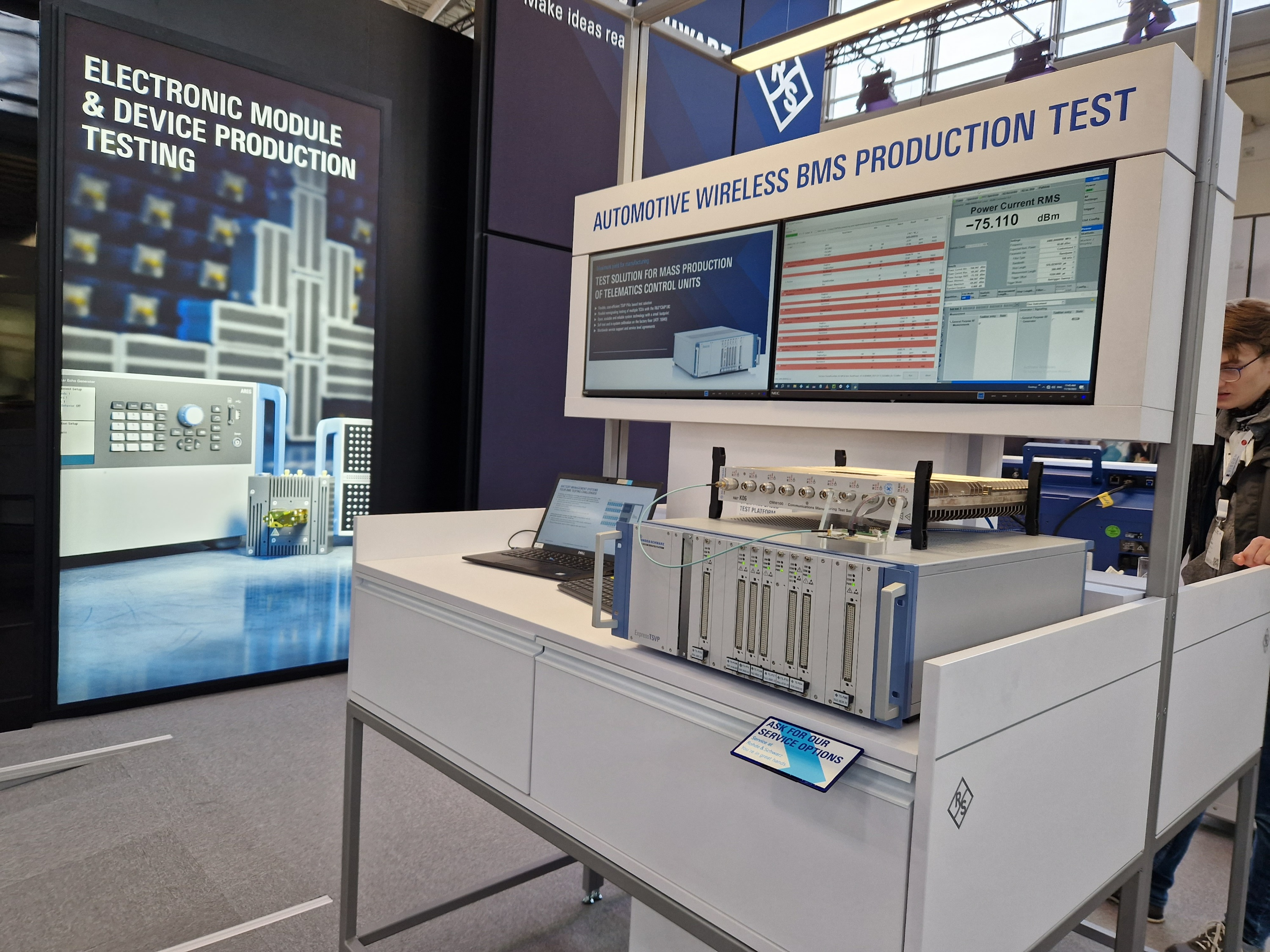
Rohde & Schwarz-Messestand auf der Productronica 2023

Produziert wird größtenteils in Europa. Das Unternehmen betreibt eigene Werke in Memmingen (Allgäu) (s. Rohde & Schwarz Messgerätebau) und Teisnach (Bayerischer Wald) sowie im tschechischen Vimperk. Diese Werke arbeiten z. T. auch als Fertigungsdienstleister. Kleinere Werke für die Endmontage und Auslieferung einzelner Produktlinien stehen in Singapur und Malaysia.

### Tochtergesellschaften (Auswahl)
- Rohde & Schwarz Vertriebs-GmbH: Die in München ansässige Gesellschaft ist zuständig für den Inlandsvertrieb.
- Rohde & Schwarz International GmbH: Sie nimmt zentrale internationale Vertriebsaufgaben wahr.
- SwissQual AG: Das in Zuchwil (Schweiz) ansässige Unternehmen entwickelt und verkauft Systeme für die Messung der Sprach-, Daten- und Videoqualität in Mobilfunknetzen.[19]
- Arpège SAS: Das französische Unternehmen stellt kundenspezifische Systeme zur Satellitenüberwachung für staatliche Sicherheitsorganisationen her.[20]
- S.C. Rohde & Schwarz Topex S.A.: Topex entwickelt Telekommunikationsprodukte für spezielle Märkte, z. B. Sprachvermittlungssysteme für die Flugsicherung.[21]
- Lancom Systems (seit 2016 Anteile, 2018 100 %)[22]: Lancom Systems entwickelt und vertreibt Netzwerkinfrastrukturlösungen (WAN, LAN, WLAN) für Geschäftskunden und die öffentliche Hand.
- Rohde & Schwarz Cybersecurity GmbH: Der IT-Sicherheitsspezialist entwickelt und vertreibt Produkte für den Schutz von Kommunikation und Information in Wirtschaft und Behörden.
- Zurich Instruments AG: Das Kernangebot des Unternehmens umfasst Lock-in-Verstärker, Impedanz-Analysatoren, Arbitrary-Waveform-Generatoren und das erste kommerziell erhältliche Quantencomputer-Kontrollsystem.[23]

### Ausbildung
Das Unternehmen bildet an den vier Standorten München, Memmingen, Teisnach und Köln in den Ausbildungsberufen Elektroniker für Geräte und Systeme, Elektroniker für Informations- und Systemtechnik, Fachinformatiker, Fachkraft Lagerlogistik, Feinwerkmechaniker, Industriekaufmann, Industriemechaniker, IT-Systemelektroniker, Oberflächenbeschichter und Verfahrensmechaniker aus.

## Produktsparten

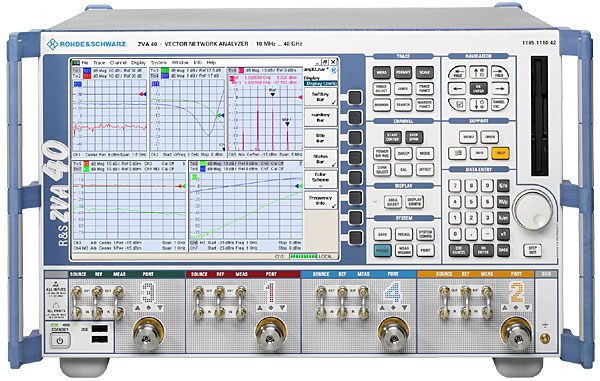
Messgerät (Netzwerkanalysator) von Rohde & Schwarz

### Messtechnik für Wireless, allgemeine Elektronik und Mikrowelle
Das Unternehmen liefert Messlösungen für Mobilfunk- und Wireless-Technologien von 6G, 5G, LTE, GSM, UMTS/HSPA(+), CDMA2000 bis hin zu Bluetooth, GPS und dem drahtlosen Internetzugang via WLAN und WiMAX. Es bietet Geräte für die Entwicklung und Produktion von Chipsets, mobilen Endgeräten sowie Basisstationen. Netzbetreiber verwenden Rohde & Schwarz-Produkte für Planung, Aufbau und Überwachung ihrer Netze. Für 5G und LTE Advanced hat Rohde & Schwarz passende Signalgeneratoren und -analysatoren entwickelt.
Für die Luftfahrt- und Verteidigungsindustrie entwickelt Rohde & Schwarz Messgeräte für Richtfunkstrecken sowie Radar- und Satellitenkommunikationssysteme. Das Unternehmen bietet außerdem komplette Systeme für EMV- und Feldstärke-Tests, zum Beispiel um elektromagnetische Störungen in der Automobilelektronik aufzuspüren.

### Broadcast- und Medientechnik
Seit den 1950er Jahren ist das Unternehmen im Bereich Fernsehen und Hörfunk tätig. Heute sind in 80 Ländern Sender und Messtechnik von Rohde & Schwarz für analoges und digitales Fernsehen im Einsatz. Für Nordamerika bietet das Unternehmen Geräte für den Übertragungsstandard ATSC, in Asien und Lateinamerika für ISDB-T und in Europa für DVB-T2.
Das Unternehmen vertreibt Messtechnik für Installation, Wartung und Überwachung von Rundfunknetzen. Für die Herstellung von Unterhaltungselektronik liefert das Unternehmen Messgeräte für die Entwicklung und Produktion von Satellitenempfängern und Fernsehgeräten, auch für HD- und 3D-Formate. Ende 2010 hat das Unternehmen die DVS Digital Video Systems GmbH übernommen und 2016 vollständig integriert. Weitere Zukäufe waren die Technologie der Motama GmbH im Mai 2017, mit der das Unternehmen sein Produktportfolio im Bereich der störungsfreien Übertragung von Audio- und Video-Inhalten erweitert hat sowie die Pixel Power Ltd. im November 2018 für die Bereiche TV-Branding, Grafik, Automatisierung, Master Control und Playout. Damit umfasst das Angebot Lösungen für die gesamte Übertragungskette audiovisueller Inhalte, vom Kameraausgang bis zur Aussendung über terrestrische Sender, Satelliten oder IP-Netzwerke.

### Netzwerke und Cybersicherheit
Dieses Geschäftsfeld stattet Wirtschaft und Behörden mit sicheren WAN-, LAN- und WLAN-Netzwerkinfrastrukturen aus sowie mit Produkten zum Schutz von Datenübertragung, Endgeräten und Applikationen.

### Funkkommunikation für Streitkräfte, Behörden und Industrie
Das Unternehmen liefert interoperable Funkkommunikationssysteme für den militärischen, behördlichen und zivilen Einsatz. Das Unternehmen entwickelt softwarebasierte Funkgeräte (SDR). So hat die Bundeswehr das Unternehmen Ende 2008 mit der Entwicklung eines SDR-Grundgeräts für die streitkräftegemeinsame, verbundfähige Funkgeräteausstattung (SVFuA) beauftragt.
Das SDR-Funkgerät MR6000A kommt im Eurofighter und Hubschraubern der Bundeswehr zum Einsatz.
Etwa 200 Flughäfen arbeiten mit Funkkommunikationssystemen von Rohde & Schwarz. Seit 2011 bietet das Unternehmen Sprachvermittlungssysteme für die Flugsicherung (ATC) an. Sie basieren auf einem Produkt der Firma Topex SA, an der sich Rohde & Schwarz 2010 beteiligt hat.
Für Regierungsstellen, Bundeswehr, Behörden, Militär und Wirtschaft entwickelt die Rohde & Schwarz SIT GmbH Kryptoprodukte und -systeme. Die Hochsicherheits-Verschlüsselungstechnik der Tochterfirma kommt sowohl bei drahtloser als auch bei leitungsgebundener Kommunikation zum Einsatz. 2001 bot das Unternehmen das weltweit erste Kryptohandy an.

### Frequenzmanagement und Funkortung für innere und äußere Sicherheit
Das Unternehmen entwickelt stationäre sowie mobile Systeme zur Erfassung, Ortung und Analyse von Funkkommunikationssignalen. Rohde & Schwarz bietet den zuständigen Diensten Lösungen, um verdächtige Kommunikationsaktivitäten zu identifizieren und zu orten: Dazu bietet es Empfänger, Peiler, Signalanalysatoren, Antennen und angepasste Systeme.
Auch für Satelliten-Monitoring entwickelte das Unternehmen Geräte. Die Lösungen umfassen stationäre und mobile Systeme, die auf Land, See und in der Luft im Einsatz sind. Sie ermöglichen autorisierten Behörden weltweit Einblick in die satellitengestützte Sprach- und Datenkommunikation. Unterstützt wird das Unternehmen von der französischen Tochter Arpège SAS.

### Körperscanner

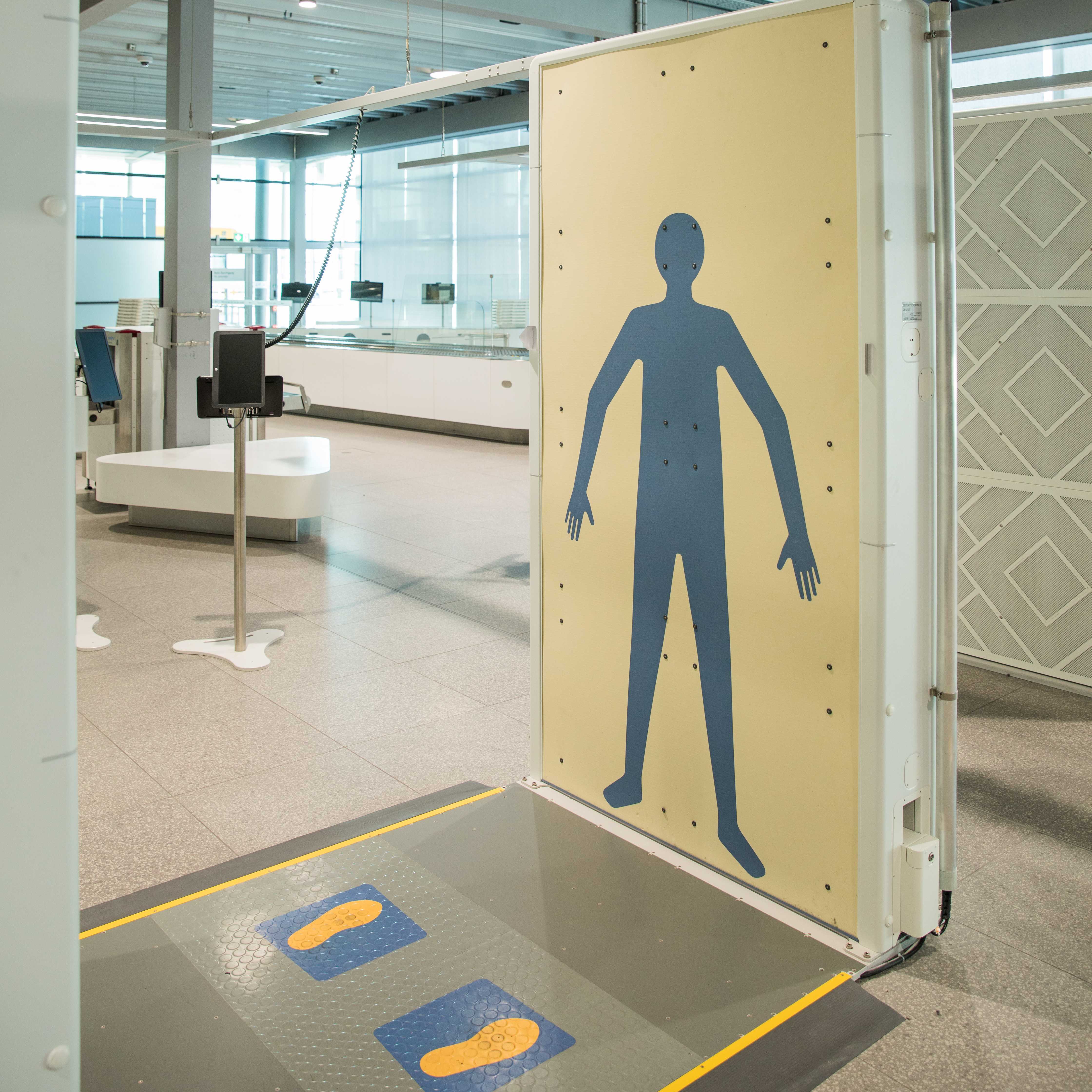
Körperscanner Easy-Security

Seit 2016 stellt Rohde & Schwarz unter der Produktbezeichnung QPS (Quick Personnel Security Scanner) auch Körperscanner her. Die Geräte werden ergänzend zur Gepäckkontrolle in den Abfertigungsbereichen von Flughäfen, aber auch in anderen zugangsgesicherten Bereichen eingesetzt. Im November 2024 wurde bekannt, dass der Flughafenbetreiber Fraport Rohde & Schwarz beauftragt hat, 100 neue Sicherheitsscanner am Flughafen Frankfurt zu installieren. Zum Einsatz kommen die Geräte an bereits bestehenden und zukünftig geplanten Sicherheitskontrollspuren. Die Lieferung erfolgt über einen Zeitraum von drei Jahren.